# 安盤金
安盤金，字石甫，號貢三，贵州湄潭人，清政治人物，同進士出身。

## 生平
同治十三年（1874年）甲戌科進士，三甲九十三名，后官雲南建水縣知縣。